# Ďáblova čísla
Ďáblova čísla jsou americký televizní film z roku 1999. Jedná se o adaptaci historického románu napsaného Jane Yolen v roce 1988. Kniha i film vypráví o židovské dívce Haně, která se vrací v čase do roku 1942 do nacisty okupovaného Polska a prožívá život nejlepší kamarádky své babičky.

## Rozdíly mezi filmem a knihou
- V knize, když se Hana vrací v čase tak se její jméno změní na Chaja. Ve filmu zůstává Hanou.
- V knize se Hanin bratr jmenuje Aaron. Jeho postava však ve filmu vůbec nefiguruje.
- V knize, Hana (jako Chaja) potkává Rivku v koncentračním táboře. Ve filmu, když se Hana vrátí v čase, potká Rivku, která je její sestřenicí, a její matku Minu.
- V knize se velitel tábora jmenuje Bruer. Ve filmu Kreiger.
- Gitl, Ciporo, Reuven, Jicchak, Fajge, Rachel, Jente, a Rosemary (Haniny kamarádi) jsou jen ve filmu.

## Produkce
Za filmem stojí produkční společnost Hallmark. Samotný film se natáčel v Litvě.
Ve filmu se mluví anglicky a hebrejsky. Téměř zde nepadne německé slovo.
V úvodu s proslovem vystupuje Dustin Hoffman (není uveden v titulcích). Mnoho herců, kteří zde hrají deportované, jsou sami židovského původu.